# River Don (vattendrag i Storbritannien, Skottland)
River Don är ett vattendrag i Storbritannien.   Det ligger i kommunen Aberdeen City och riksdelen Skottland, i den norra delen av landet, 600 km norr om huvudstaden London.